# Brusznia

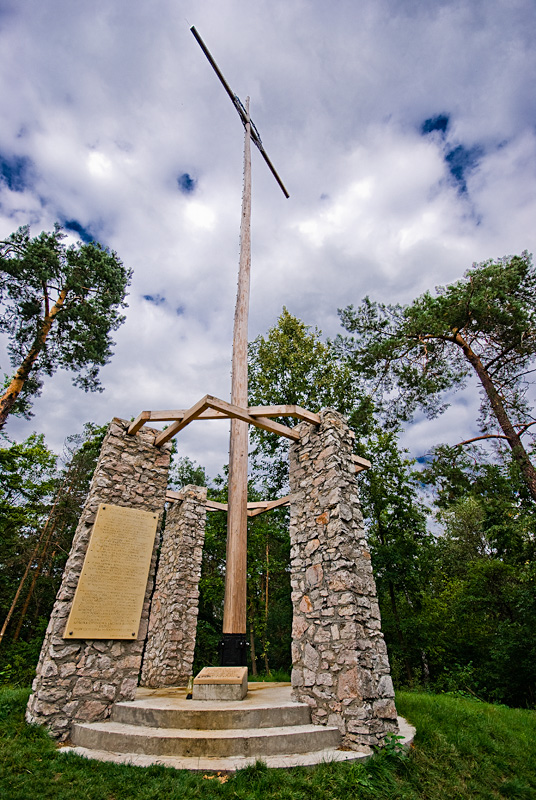
Krzyż na Bruszni (2008).

Brusznia – wzniesienie w Górach Świętokrzyskich, w Paśmie Kadzielniańskim. Położone na terenie Kielc, około 5 km od centrum miasta. Zbudowane jest z wapieni dewońskich. Niemal w całości porośnięte jest lasem z przewagą sosny. Na szczycie znajduje się charakterystyczny krzyż zwany harcerskim. W przeszłości na Bruszni wydobywano rudy srebra i ołowiu czego pozostałością są liczne zapadliska i zagłębienia.
W czasie powstania styczniowego Brusznia była miejscem zbiórki powstańców szykujących się do ataku na Kielce. Miało to miejsce w nocy z 22 na 23 stycznia 1863 r. Na miejscu powstańcy zorientowali się, że są zbyt nieliczni i zbyt słabo uzbrojeni, dlatego zrezygnowali z ataku. Kilku z nich w drodze powrotnej zostało schwytanych przez Rosjan i straconych na Karczówce.
Przez szczyt przebiega czerwony szlak turystyczny z Chęcin do Kielc.